# Isola (San Miniato)
Isola è una frazione del comune italiano di San Miniato, nella provincia di Pisa, in Toscana.

## Geografia fisica
L'antico borgo è situato in pianura lungo la riva sinistra del fiume Arno, nel punto della confluenza con l'Elsa, a circa 4 km dal centro comunale di San Miniato, nel Valdarno inferiore. Almeno fino all'XI secolo, nel punto di tale confluenza nasceva probabilmente un secondo corso d'acqua che, girando intorno ad un appezzamento di terra lungo l'Arno, andava a formare un'isola fluviale oggi scomparsa, da cui il toponimo Isola.

## Storia
Il borgo è nominato per la prima volta in un privilegio del 26 luglio 1164 redatto a San Miniato, dove si legge del passaggio di alcuni beni della pieve di San Genesio presso la villa dell'Isola, dal legato imperiale conte Everardo al vescovo di Lucca. Il villaggio è nuovamente citato nella bolla papale del 1194 in cui viene menzionata la chiesa di San Donato a Isola.

## Monumenti e luoghi d'interesse

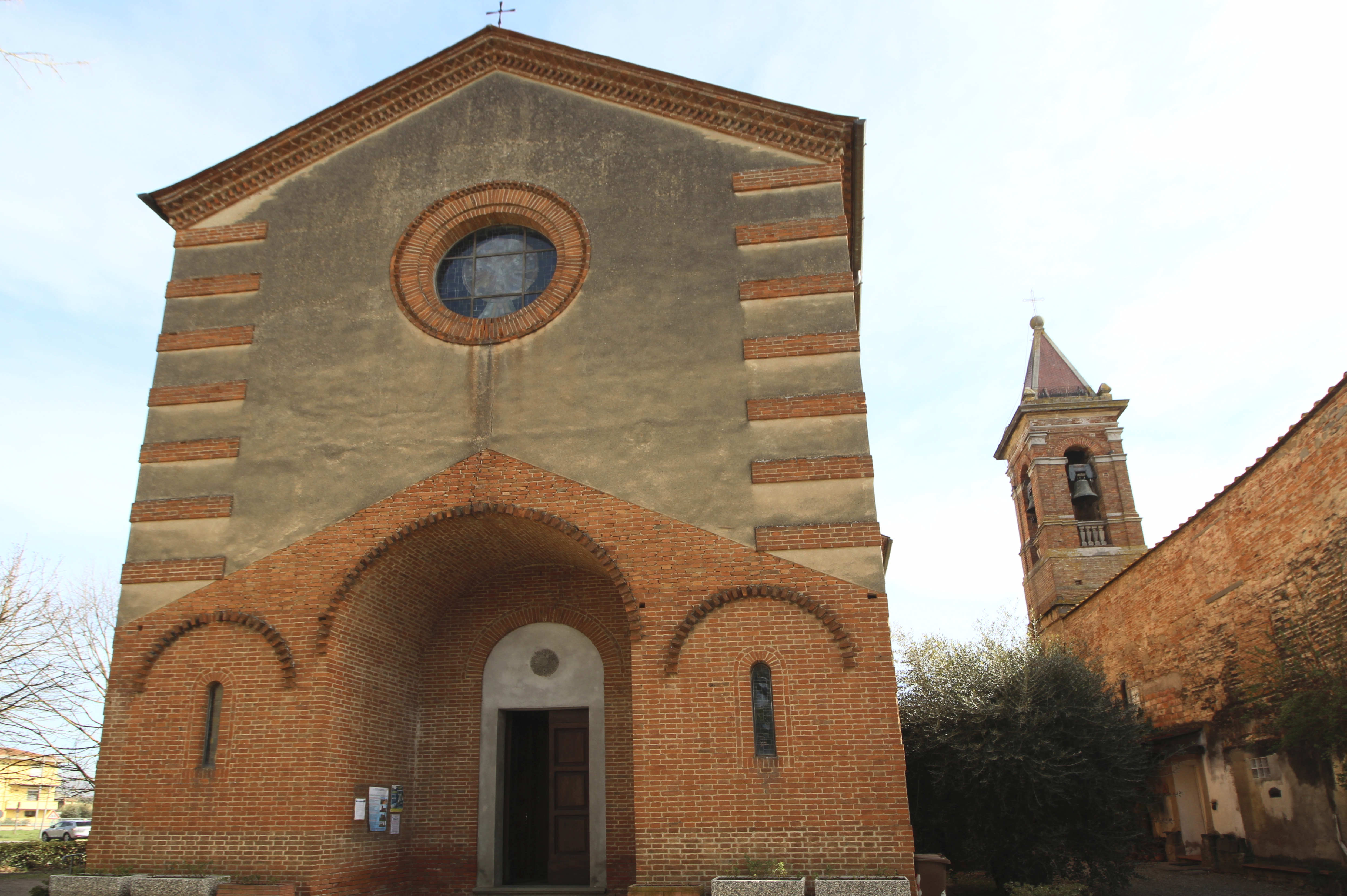
La chiesa di San Donato

- Chiesa di San Donato, chiesa parrocchiale della frazione, è ricordata nella bolla di papa Celestino III nel 1194 e nel registro delle chiese della diocesi di Lucca del 1260. Il territorio della parrocchia conta circa 860 abitanti.[5]